# Vieille église d'Helsinki
La vieille église d'Helsinki (en finnois : Helsingin vanhakirkko, en suédois: Gamla kyrkan) est située dans le quartier Kamppi à Helsinki en Finlande.

## Description
C'est la plus ancienne église du centre d'Helsinki.
La vieille église est consacrée le 17 décembre 1826.
L'église offre 1 200 places assises.
L'architecte Carl Ludvig Engel l'a conçue et en a supervisé la construction entre 1824 et 1826 quand il a été décidé de démolir l'Église Ulrique-Éléonore pour aménager la place du Sénat.
Les objets de culte de l'Église Ulrique-Éléonore sont transférés vers la vieille église dont le  retable, l'orgue, la chaire.
Le retable dû à Robert Wilhelm Ekman représente "Jésus bénit les enfants".
Cette œuvre fut à l'origine destinée à la Cathédrale luthérienne d'Helsinki mais le Tsar Nicolas Ier trouvant la peinture trop douce fit cadeau à la Cathédrale de l'œuvre plus sombre "Le Christ descend de la croix".

## Le parc de l'église
Le Parc de la Vieille église d'Helsinki était un ancien cimetière existant bien avant la construction de l’église.

## Galerie

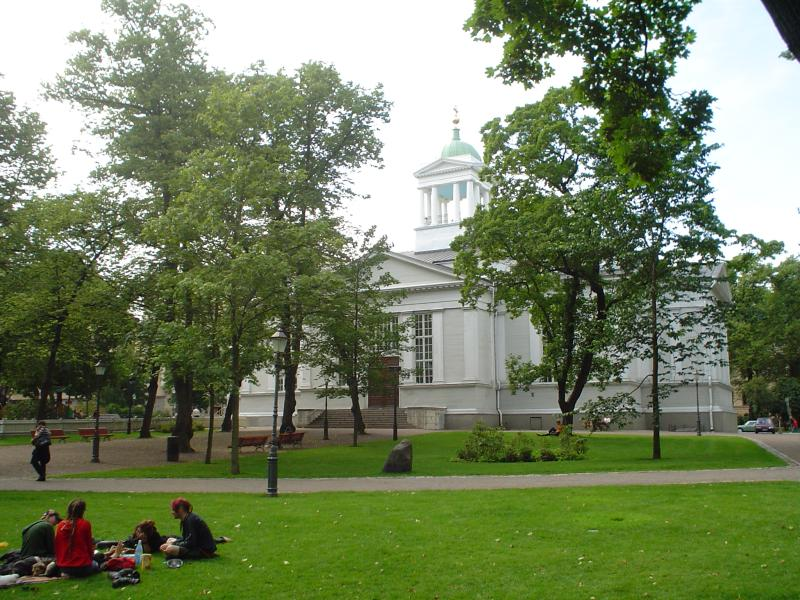
Le parc ruttopuisto (Parc de la peste)
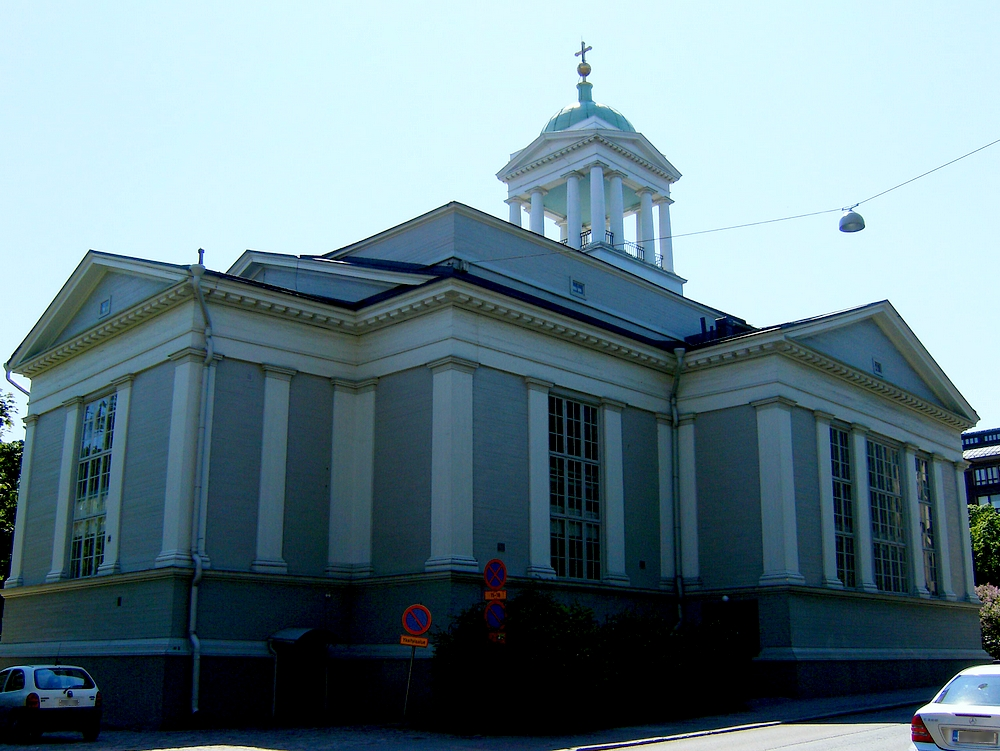
La vieille église d'Helsinki (2008).
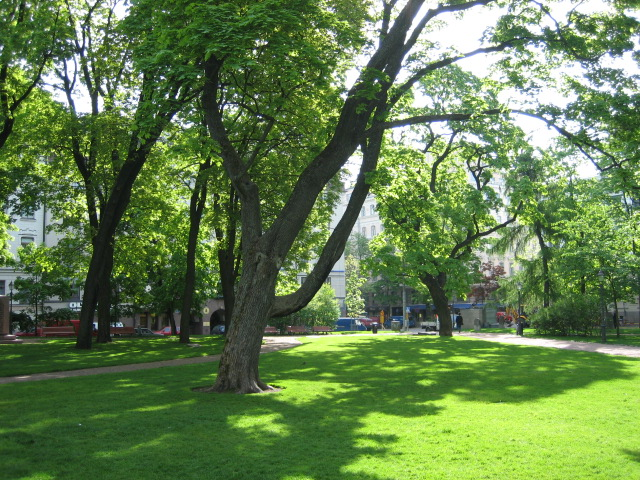
Le Parc de la vieille église.
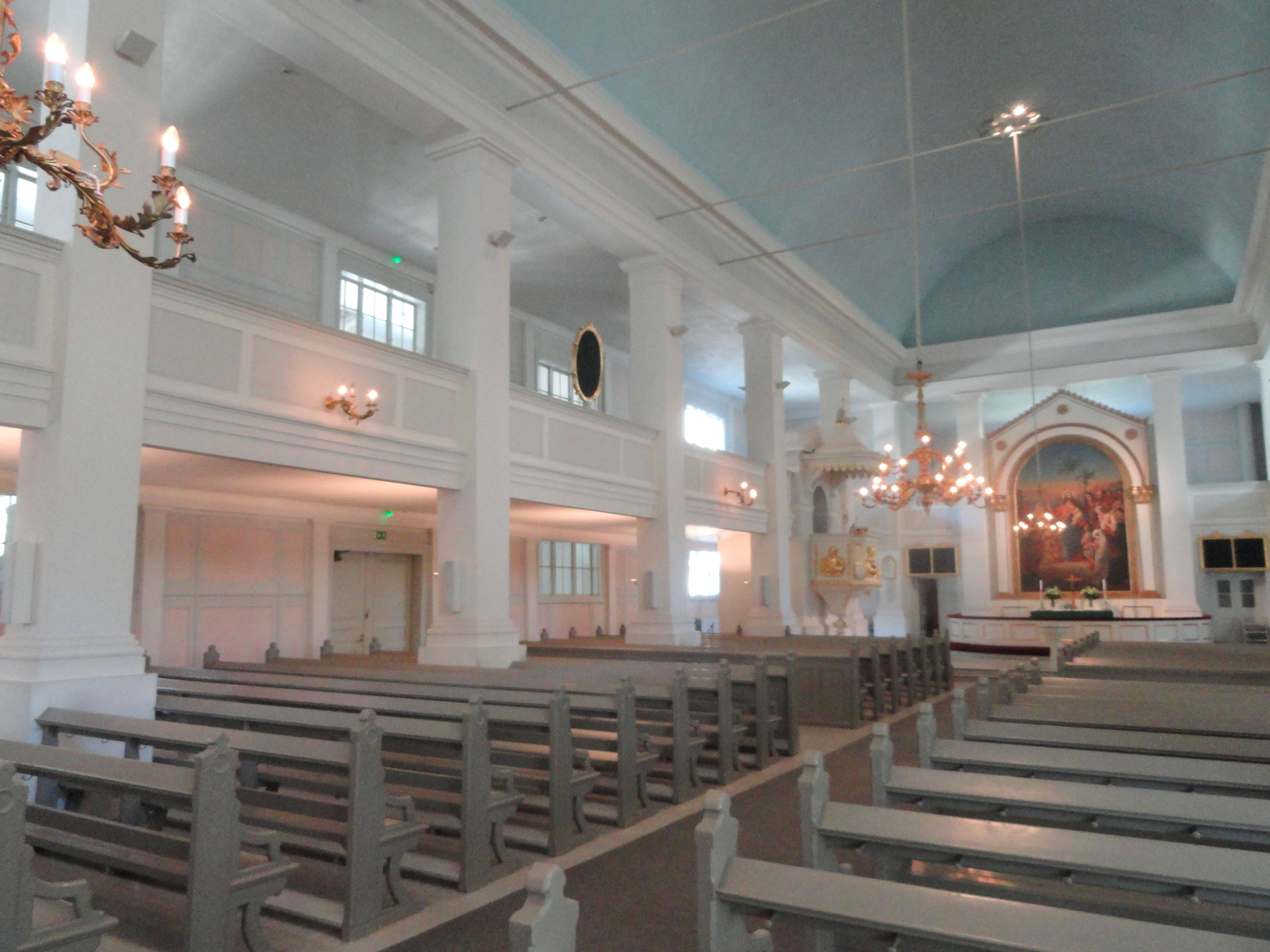
Intérieur.
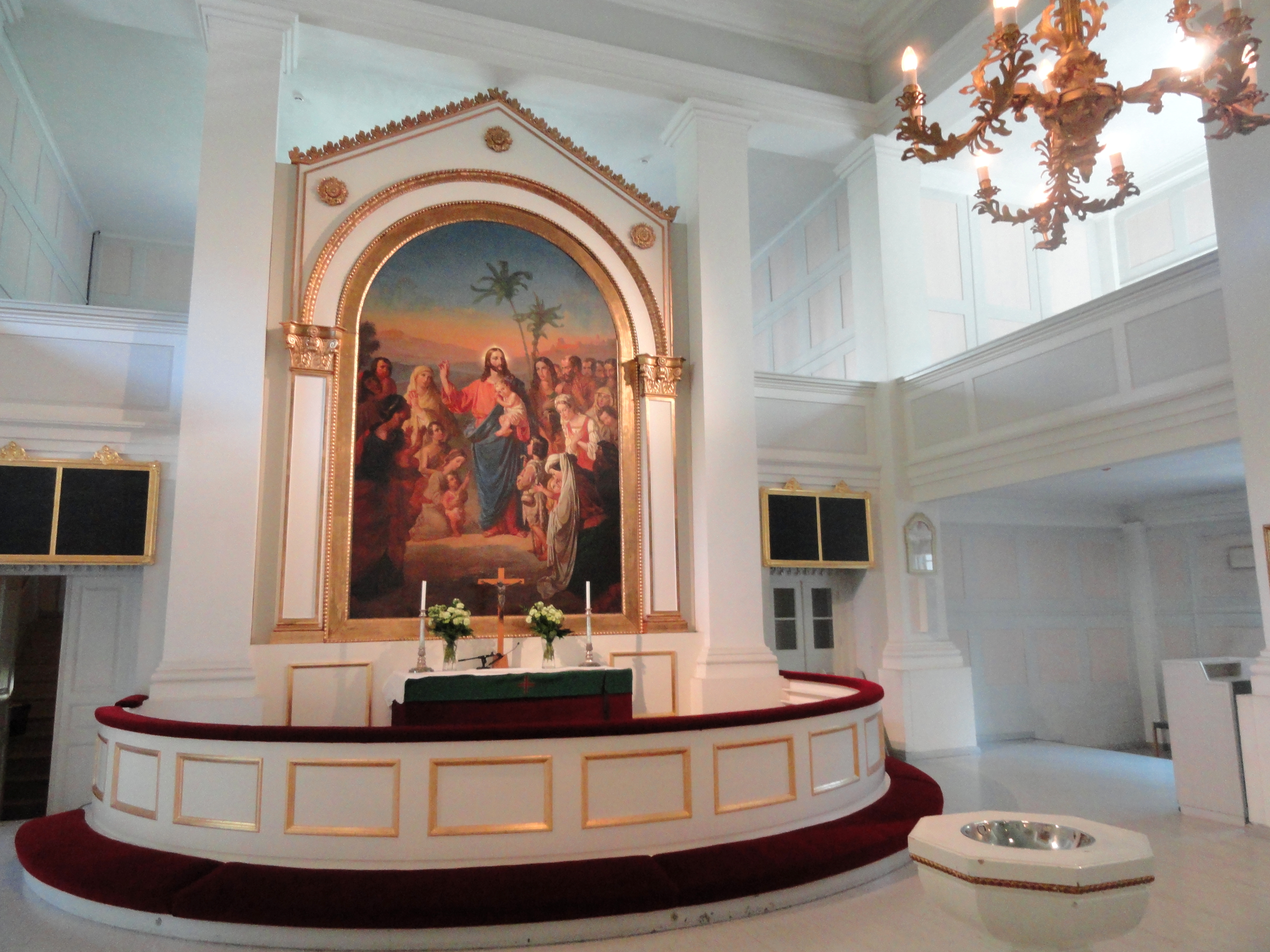
"Jésus bénit les enfants" de Robert Wilhelm Ekman.